# Adelaide Albani Tondi
Adelaide Albani Tondi, nota anche con lo pseudonimo di Alina (Viterbo, 24 dicembre 1863 – gennaio 1939), è stata una giornalista e attivista italiana.
Figura significativa del movimento democratico e repubblicano di ispirazione mazziniana, è stata attiva tra la fine del XIX e l'inizio del XX secolo nei campi della pubblicistica, dell'organizzazione culturale e dell'attivismo femminile.

## Biografia
(Adele Albani Tondi, Resistenza, coraggio e fede, in Fede Nuova, gennaio 1918)
Adelaide Tondi nacque a Viterbo nel 1863 in una famiglia profondamente coinvolta nel movimento patriottico risorgimentale. Il padre, Ermenegildo Tondi, fu il principale animatore dell'Associazione dell'emigrazione politica romana a Orvieto tra il 1860 e il 1865 e membro della Giunta comunale che, dopo Mentana, contribuì alla liberazione di Viterbo dal governo pontificio.
Anche la madre, Innocenza Ansuini, fu attivamente impegnata nel movimento nazionale. Nel 1860 si recò ad Orvieto, dove il marito si trovava in esilio, portando con sé le tremila schede del plebiscito segreto firmate dai cittadini di Viterbo, allora nuovamente sotto il governo pontificio. Tutta la numerosa famiglia Tondi, unita da profondi vincoli affettivi, aderì agli ideali mazziniani.
L'eredità politica e ideologica familiare influenzò profondamente la formazione di Adelaide e dei suoi fratelli, intrecciando costantemente dimensione pubblica e dimensione privata. Le lettere della madre conservate da Adelaide documentano il coinvolgimento delle donne della famiglia negli eventi risorgimentali, inclusa la drammatica situazione di Viterbo durante l'occupazione francese.
La figura di Adelaide risulta strettamente connessa a quella del marito Felice Albani sposato nel 1892, giornalista, studioso e politico di fede repubblicana, con cui condivise ideali politici e iniziative culturali. Figlio di Gianbattista Albani, anch'egli uomo politico e giornalista, Felice fu uno dei principali esponenti del repubblicanesimo italiano tra il 1880 e l'avvento del fascismo, contribuendo significativamente alla fortuna politica dei repubblicani radicali a Roma.
Il legame della coppia si inseriva in una più ampia rete di connessioni politiche, considerando che sia il padre che il marito di Adele erano membri della massoneria viterbese e collegati per vincoli familiari ai gruppi dissidenti carbonari. La loro collaborazione si espresse in numerose iniziative editoriali e attività di propaganda democratica e repubblicana.

### Attivismo democratico, repubblicano e anticoloniale
L'attivismo della giornalista viterbese, sempre ispirato al mazzinianesimo, si manifestò attraverso diverse iniziative significative nel panorama politico dell'epoca, mostrando una particolare attenzione alle cause di liberazione internazionale. Nel 1897 partecipò al Comitato femminile Pro Candia, impegnato nella causa cretese; sostenne Francesco Federico Falco nella sua spedizione in aiuto agli insorti della rivoluzione d'indipendenza cubana; tra il 1911 e il 1912 fu tra le socie del Comitato costituitosi a favore dell'Albania.
La figura di Adele Albani Tondi si inserisce nel panorama del femminismo italiano di transizione tra Ottocento e Novecento, caratterizzato dalla progressiva evoluzione dalle istanze emancipazioniste risorgimentali verso forme più organizzate di attivismo politico e sociale. Nel clima di mobilitazione anticoloniale degli anni novanta dell'Ottocento, fu tra le fondatrici del primo nucleo dell'Associazione femminile di Roma, insieme a Virginia Nathan, Giacinta Martini, Elisa Lollini ed Eva De Vincentiis .
L'Associazione elaborò un manifesto contro l'impresa coloniale italiana, appellandosi alle "Madri, Sorelle, Spose d'Italia". Tale impegno rappresentò un momento significativo di autonomia politica femminile, capace di coniugare rivendicazioni di genere con questioni di politica nazionale e internazionale, connotate da un'ispirazione pacifista.
Il suo impegno pacifista e internazionale si manifestò anche attraverso l'adesione al movimento per l'arbitrato internazionale, espressione di un "pacifismo patriottico" coerente con i movimenti di liberazione nazionale e con la tradizione mazziniana.

### Attività editoriale
Nel 1907 fondò a Roma l'associazione nazionale Fede nuova, cui confluì la "Fratellanza mazziniana" che aveva lo scopo di diffondere l’ideale religioso di Mazzini. Nacque anche il periodico Fede Nuova. Giornale femminile di propaganda mazziniana, politica, sociale, religiosa, che Albani Tondi diresse, pur attraverso varie difficoltà economiche, fino al 1916, e che diventò un punto di riferimento per l'attivismo femminile di ispirazione repubblicana.
Fede nuova ospitava articoli su emancipazione, educazione laica, pacifismo e cooperazione internazionale; la direttrice mantenne un fitto epistolario con lettrici e militanti, curando personalmente le corrispondenze. Una lettera pubblicata nel dicembre 1908 da Albani Tondi a nome dell'associazione Fede Nuova su Votes for Women, il periodico ufficiale della Women's Social and Political Union (WSPU) britannica, mostra come fosse ben inserita nelle reti di solidarietà del movimento suffragista europeo.
In questa lettera la giornalista esprimeva, a nome della sua associazione, profonda solidarietà verso le suffragette britanniche impegnate in una battaglia per "l'uguaglianza umana e la parità di trattamento civile e politico per uomini e donne cittadini dello Stato", assicurando che le "sorelle italiane" non sarebbero rimaste indifferenti "di fronte alla brutale violenza e alla persecuzione" subite dalle attiviste. Nello stesso anno, tuttavia, in occasione del primo Congresso delle donne svoltosi a Roma, prese le distanze dal movimento italiano, accusato di ispirarsi ad una lotta tra i sessi e di essere interessato al mero perseguimento dei diritti.
Albani Tondi collaborò anche con il periodico Terza Italia (Roma, 1900-1924), diretto dal marito Felice Albani e organo del Partito mazziniano, da questi fondato nel 1901. Qui curò la rubrica Movimento femminile, in cui riportò i resoconti dell'associazione "Per la Donna" di cui faceva parte, informando sulle attività educative realizzate per le donne e sostenendo la richiesta di riforme del codice civile e le petizioni per il voto femminile.

### Svolta interventista
Durante la Prima Guerra Mondiale, in linea con l'ala repubblicana democratica, la giornalista assunse posizioni interventiste. Sulle pagine di Fede Nuova sostenne la necessità di un impegno morale e politico delle donne nella guerra, interpretata come continuazione della lotta risorgimentale per la libertà dei popoli. La sua posizione interventista era caratterizzata da una visione patriottica dell'emancipazione femminile, secondo cui le donne dovevano conquistare i propri diritti attraverso la partecipazione attiva alla vita nazionale.
Nel novembre del 1914 promosse a Roma la fondazione del Comitato Nazionale femminile per l'intervento italiano, la cui Commissione esecutiva comprendeva Teresa Labriola e Virginia Pincellotti Poce, a cui si aggiunsero come redattrici Beatrice Sacchi ed Ernesta Bittanti Battisti. Nel febbraio 1915 uscì il primo numero de L'unità italiana, diretto dalla stessa Albani Tondi, un titolo che richiamava una testata mazziniana dell'Ottocento.
Nel sostenere le ragioni della guerra, la direttrice non lesinò attacchi nei confronti delle femministe disinteressate "ai destini politici della patria". Nel giugno dello stesso anno, tuttavia, a causa di dissidi interni, il giornale cambiò titolo e direttrice: la direzione de L'Unità d'Italia (1915-1919) venne assunta da Beatrice Sacchi, cui si affiancò in seguito la presidente del Comitato, Nina Zenatti. Da "organo del Comitato Nazionale femminile per l'intervento italiano", da dicembre 1916 divenne "organo del Comitato nazionale femminile interventista antitedesco, accentuando l'approccio nazionalista e i toni razzisti, nell'idea della guerra come missione civilizzatrice della “stirpe” latina. Nel corso del conflitto collaborò al giornale anche Anna Maria Mozzoni.
Nel novembre 1915 il Comitato venne incaricato dalla Prefettura e dal Comando militare di produrre manufatti in lana per i soldati, ed  operò attraverso un'Azienda della lana organizzata da Albani Tondi nella sua casa di Roma, dove lavorarono fino a 197 lavoranti a domicilio con tariffe stabilite dal Ministero della guerra e pagate in parte con i fondi del Comitato.

### Gli anni venti e il rapporto con il fascismo
Nei primi anni venti Albani Tondi prese parte all'Unione Mazziniana Nazionale e contribuì alla creazione dell'Università Mazziniana e alla preparazione del Cinquantenario della morte di Mazzini. Collaborò attivamente alla cooperativa "Pensiero e Azione" per la ristampa e divulgazione delle opere educative di Giuseppe Mazzini e organizzò conferenze pubbliche.
Durante il fascismo, la sua firma apparve, seppur limitatamente, nel foglio Il nuovo paese (1922-1925), divenuto poi Il patto nazionale (1926-1927), pubblicazioni apertamente fasciste. Questo fatto, secondo la studiosa Tardiola, potrebbe essere spiegato dal suo fervore interventista e dalla violenta contrapposizione ai socialisti "disfattisti", sebbene siano necessari ulteriori studi per comprendere pienamente questo aspetto.
Nonostante questi contatti iniziali con ambienti fascisti, Albani Tondi rimase saldamente ancorata alla riflessione repubblicana e mazziniana. Un episodio significativo risale al 15 dicembre 1933, quando rinvenne ritagli di giornali del 1928 che presentavano Felice Albani, morto nel 1928, come uno dei primi sostenitori del fascismo. Adelaide reagì con indignazione a quella che definì una "menzogna unanime" volta a compromettere la reputazione del compagno e a danneggiare l'eredità politica di Giuseppe Mazzini.
Il suo complesso rapporto con il regime fascista emerse anche nel 1931, quando, all'età di settant'anni, fu denunciata alla regia procura per aver pubblicato su Fede Nuova un articolo intitolato Viva la Spagna Repubblicana, nel quale inneggiava alle forme repubblicane di governo, formulando auguri di eguale regime in Italia. Nel 1936 era ancora "attentamente seguita" dalle autorità.
Adelaide Albani Tondi morì a gennaio del 1939.

### L'Archivio Albani
L'Archivio Albani, conservato presso il Museo Centrale del Risorgimento di Roma, costituisce un'importante fonte documentaria di per la comprensione della vita politica e culturale del periodo.
La corrispondenza di Adelaide Albani Tondi, che copre un arco temporale dal febbraio 1882 al settembre 1938, testimonia una costante attenzione alle questioni del ruolo femminile nella società, allo spiritualismo e al pensiero mazziniano e rivela l'ampiezza dei suoi contatti internazionali.